# Buslijn 58 (Amsterdam)
Buslijn 58 is een Amsterdamse pendelbuslijn van het GVB die de stations Duivendrecht, Van der Madeweg en Overamstel met elkaar verbindt.
Lijn 58 rijdt sinds 2009 bij groot onderhoud aan de metro in de zomervakantie (behalve in de periode 2010-2012); in 2015 werd station Van der Madeweg niet aangedaan. Lijn 58 is de derde buslijn die dit nummer draagt en wordt gereden met bussen uit garage Zuid.

## Geschiedenis
De andere lijnen die dit nummer droegen, hieronder aangeduid met I en II, reden van 1973 tot 1977 en van 1978 tot 1981:

### Lijn 58 I

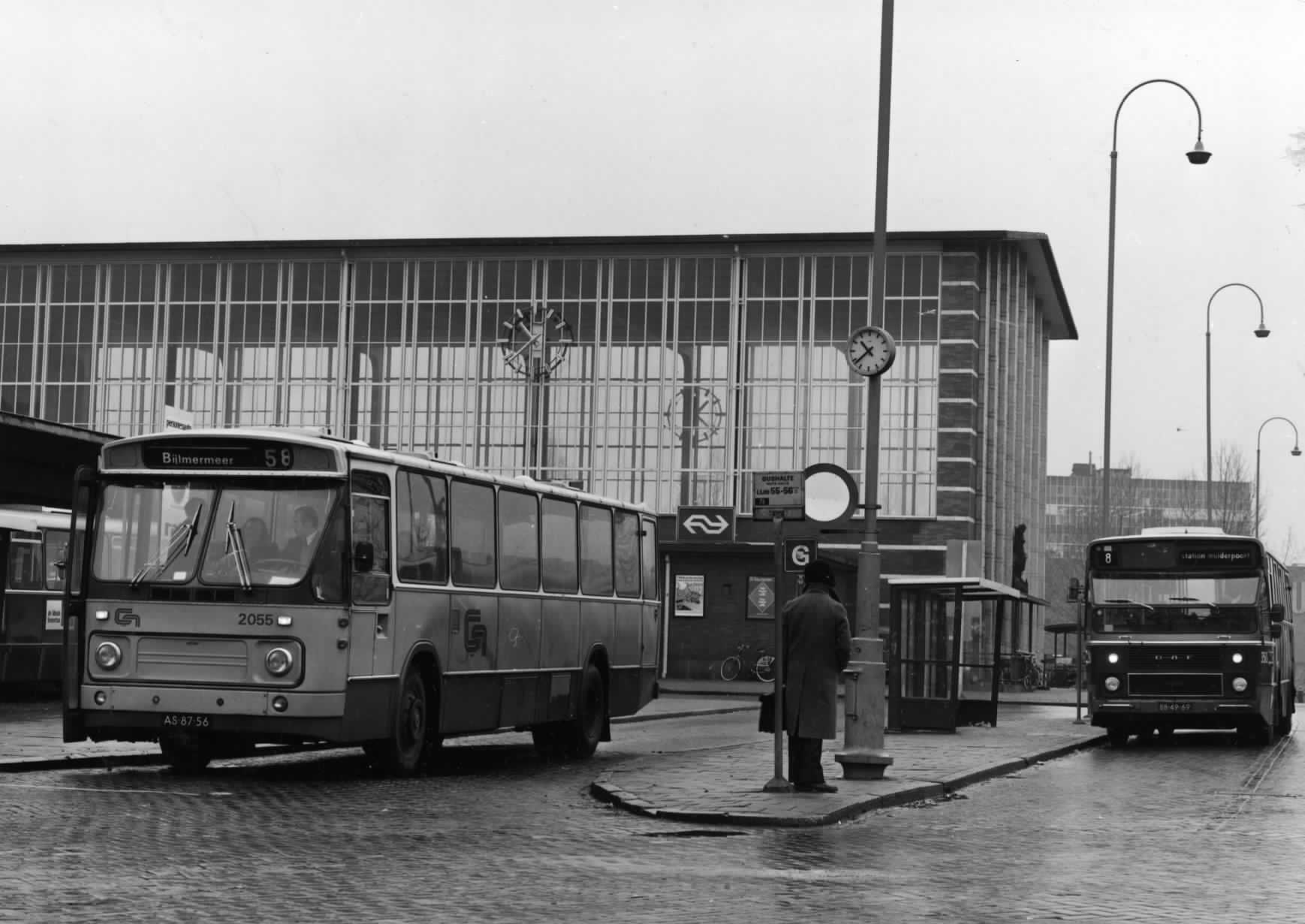
Een bus van Centraal Nederland op lijn 58 voor het Amstelstation, maart 1977

De eerste lijn 58 werd op 30 september 1973 ingesteld van het Amstelstation via de Duivendrechtsebrug en de Gooisehulpweg langs Duivendrecht naar het nieuwe busstation Kraaiennest in de Bijlmermeer. De lijn was een samenwerkingsverband tussen de toenmalige, pas opgerichte streekvervoerder Centraal Nederland (CN). Deze was voortgekomen uit Maarse & Kroon en NBM) en het GVB Amsterdam.

#### Bijlmertraject
Het Bijlmertraject bestond uit Kraaiennest – Karspeldreef - Ganzenhoef – Elsrijkdreef - Daalwijkdreef – Gooisehulpweg. De reistijd kon van dag tot dag flink verschillen omdat de bussen regelmatig in de file kwamen vast te staan, vooral op de Rozenburglaan, rond de Duivendrechtsebrug en op de slecht bestrate serpetineachtige Gooisehulpweg.

#### Streekbussen
Enkele stadsinwaartse haltes op de Daalwijkdreef lagen in de gemeente Diemen, waardoor men op lijn 58 streekbussen in moest zetten. Een  bepaling van de Commissie Vergunningen Personenvervoer verbood namelijk dat GVB-bussen die haltes gebruikten. Er werden bussen van CN gebruikt, afkomstig uit de garage in de Van Musschenbroekstraat. Deze werden in de hoofdgarage West van het GVB voor de dienst in het GVB-netwerk voorzien van een stempelautomaat en een mobilofoon. Ideaal voor stadsgebruik waren deze streekbussen niet, want de achter elkaar geplaatste rijen van vier stoelen op een verhoging lieten maar een smal gangpad open, waarbij staande passagiers zich moeilijk konden vasthouden. In een volle bus konden uitstappers ook moeilijk de enige uitstapdeur bereiken.
Ook logistiek was het gebruik van CN-bussen lastig: dreigde er een uit te vallen, dan moest men een CN-bus van lijn 56 halen, die dan op zijn beurt door een GVB-wachtbus werd vervangen. De andere gezamenlijk gereden lijnen (56, Bijlmermeer – Weteringschans en 65/66, Leidseplein – Amstelveen-Zuid) hadden dit probleem in mindere mate omdat hier de helft van de diensten door GVB stadsbussen werd gereden.

#### Geplande verlenging, vervanging door lijn 54
In 1976 had men het plan lijn 58 te verlengen naar de nieuwbouw in Holendrecht maar dit ging niet door. In plaats daarvan kwam in aanvulling op CN lijn 20 en 25 pendelbuslijn 54 die in de praktijk blanco was ingefilmd met aan de lummelhaken een geel bordje met de aanduiding "P-bus", dit omdat streekvervoerder Flevodienst (dochterbedrijf van VAD) al een lijn 54 had rijden van het busstation aan de Van Musschenbroekstraat via Diemen naar Lelystad.

#### Vervanging door lijn 50/51
Op 16 oktober 1977 ging de Oostlijnmetro rijden en werd het Bijlmerbusnet vernieuwd. Lijn 55 werd ingekort tot Centraal Station – Weesperplein, het traject in de Bijlmer van lijn 55, 56 en 58 werd vervangen door ringlijn 50/51. Vanwege een herverdeling van het CN-wagenpark werden er in de laatste week (ook) gewone streekbussen ingezet.

### Lijn 58 II
In december 1978 kwam er een nieuwe lijn 58 van het pas geopende station Amsterdam Zuid naar Amstelstation (een traject dat oorspronkelijk bedoeld was voor buslijn 8). Deze lijn 58 werd gereden door het GVB; aanvankelijk met bussen uit garage West. Wegens de opheffing van lijn 55 vanwege de doortrekking van de metro naar Centraal Station, werd lijn 58 ingaande de winterdienst op 13 oktober 1980 naar de nieuwe garage Zuid (ook een samenwerking tussen GVB en CN) overgeplaatst, totdat ook deze in 1981 werd opgeheven. Een deel van de route werd per 5 oktober 1981 door Bijlmerlijn 53 (in 1983 vernummerd tot lijn 60) overgenomen.